# SpaceX CRS-21
Chronologie
SpaceX CRS-20 (en) SpaceX CRS-22
La mission SpaceX CRS-21, est la 21e mission du Commercial Resupply Services, de SpaceX, vers la Station spatiale internationale, lancée le 6 décembre 2020 à 16 h 17 UTC (Temps Universel Coordonné) depuis le pas de tir 39A. Cette mission, dirigée par SpaceX et la NASA, est la première du cargo Crew Dragon, une version sans équipage, qui est le successeur du SpaceX Dragon qui a arrêté son service un an plus tôt. La capsule est revenue sur Terre le 14 janvier 2021 en amerrissant dans le golfe du Mexique.

## Objectif

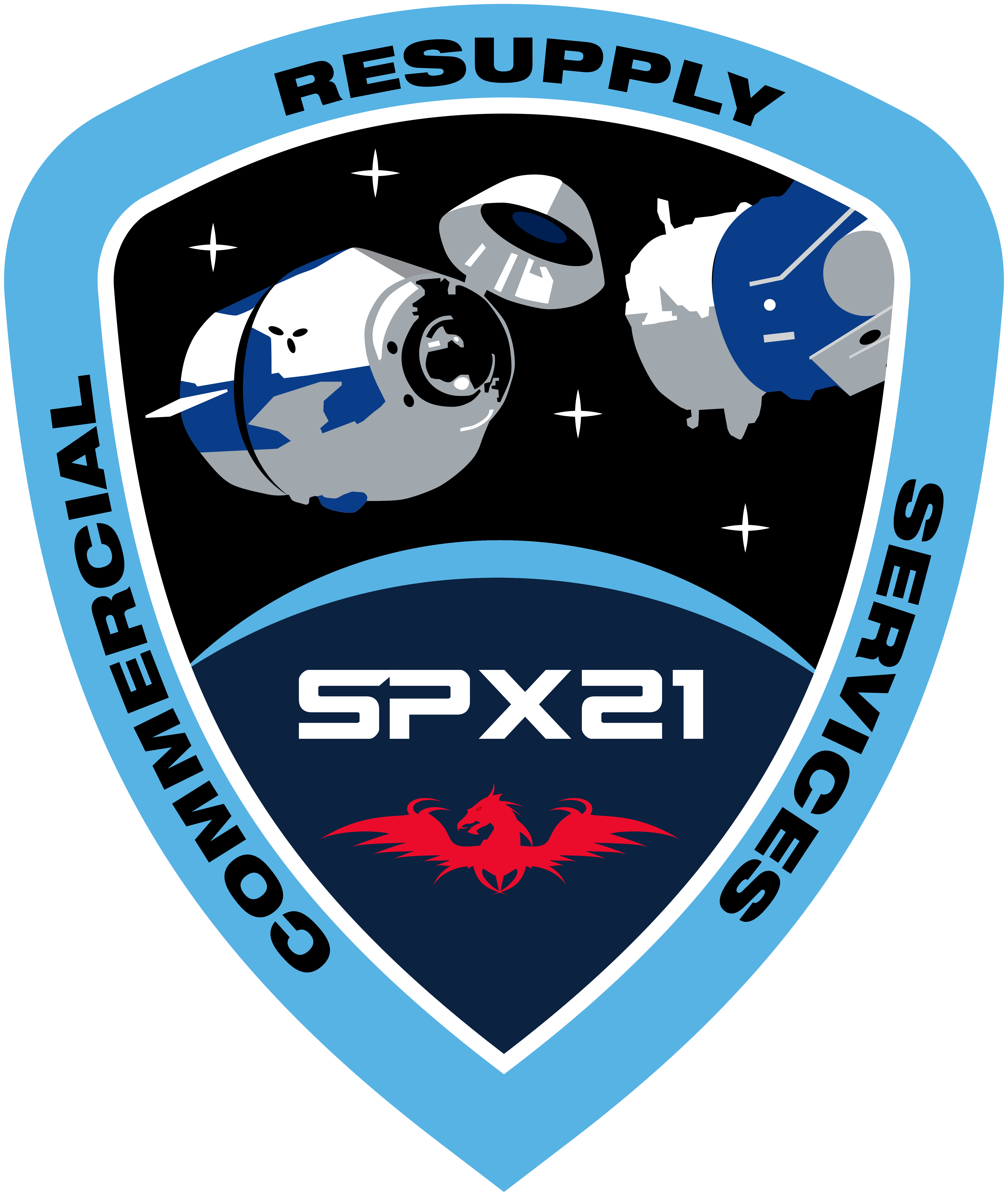
Logo de la mission.

Le cargo avait comme objectif principal de ravitailler la station spatiale internationale, mais apportait aussi dans sa soute un nouveau module dénommé Bishop, qui est dédié à l’envoi de nano-satellites, d'expériences et de composants stockés à l'intérieur de la station vers l'extérieur. Il est amarré au module Tranquility.